# Алкмар
Алкмар (на нидерландски: Alkmaar) е град и община в Нидерландия, разположен в провинция Северна Холандия. Той е добре познат с традиционния си пазар за сирена, който е популярна туристическа дестинация. Общината има население от 111 766 души към 2023 г.

## Топоним
Най-ранното споменаване на името Alkmaar е в документ от X век. По-старите изписвания включват Alckmar.

## Разположение
Най-старата част на Алкмар се намира на древен пясъчен бряг на няколко метра над околния район; той е осигурявал известна защита от наводнения през Средновековието. Околностите му се състоят от едни от най-старите съществуващи полдери.

## История

### Средновековие
Когато селището се разраства в град, то получава градски права през 1254 г. от граф Вилхелм II Холандски. Тогава започва и просперитетът му. По това време Алкмар функционира като гранична крепост и оперативна база в продължилата векове битка срещу жителите на Фризийските острови.
През 1429 г. в катедралата „Свети Лаврентий“ в Алкмар свещеник на име Фолкерт отслужвал първата си литургия. След освещаването той случайно преобърнал потира, разливайки осветено вино върху олтара и върху дрехата си. Виното по чудо се превърнало в кръв. Всеки опит да се премахнат следите от кръв от дрехата бил напразен. Скъпоценната реликвария на дрехата, напоена с кръв, се съхранява и днес в катедралата „Свети Лаврентий“ в Алкмаар. Това събитие, одобрено след канонично разследване, е известно като Евхаристийното чудо от Алкмар.
Разположен на кръстопътя на водни пътища, Алкмар начислява такси за транзита на стоки. Благодарение на развитието на пазарите и търговията, той придобива позиция на център и градът се разраства. От 1525 г. огромни суми са инвестирани в изграждането на канали и градски стени за защита от нашествия.
На 24 юни 1572 г. гьозите превземат Алкмар и пленяват католическите свещеници, намиращи се в града. Дидерик Соной, който току-що е назначен за губернатор на Западна Фризия от Вилхелм Орански, прехвърля духовенството в Енкхойзен – града, на който е кмет. Соной обещава на затворниците, че ще ги освободи, ако се откажат от Католицизма и приемат Протестантството. Когато те отказват, дори след като са подложени на мъчения, са обесени на 25 юни 1572 г. Те са известни като Мъчениците от Алкмар.

### Обсада на Алкмар и победа (1573)
През 1573 г. градът, стабилно в ръцете на бунтовниците, е обсаден от испанските сили под ръководството на дон Фадрике Алварес де Толедо, син на Фернандо Алварес де Толедо, херцог на Алва. Гражданите изпращат спешни съобщения за помощ до Вилхелм Орански, принц на Оранж. Той отговаря, като им обещава да отвори шлюзовете на дигите и да наводни района, ако се наложи, което и прави въпреки протестите на селяните, страхуващи се за реколтата си.
Някои от неговите съобщения попадат в ръцете на дон Фадрике и с покачването на водите испанците вдигат обсадата и бягат. Това е повратен момент в Осемдесетгодишната война и дава началото на израза Bij Alkmaar begint de victorie („Победата започва в Алкмар“). Събитието все още се отбелязва всяка година в Алкмар на 8 октомври – денят, в който приключва обсадата ('Alkmaar Ontzet').
От 1600 г. нататък Алкмаар се развива от търговски град със собствен флот до пазарен център за целия регион. Производството на сол и отглеждането на ечемик са много важни за града.

### След Френските революционни войни
През 1799 г., по време на Френските революционни войни, англо-руски експедиционни сили превземат града, но в крайна сметка са победени в битката при Кастрикюм (6 октомври). След тази битка, на 18 октомври 1799 г., двете враждуващи страни правят Алкмарското съглашение, на която се събират, за да определят съдбата на победените англо-руски сили. Френската победа е отбелязана на Триумфалната арка в Париж като „Alkmaer“.
Севернохоландският канал (Nordhollandkanal), открит през 1824 г., е прокопан през Алкмар. За да запази търговията, градската администрация прави всичко възможно каналът да преминава директно през града, дори с цената на разрушаване на някои от градските стени. Въпреки усилията им, каналът не донася очакваното богатство: пътниците, които преди това прекарват нощта в Алкмар, ако са хванати през нощта, сега следват канала директно до целта си, оставяйки хотелите празни.
През 1865 и 1867 г. са построени железниците съответно между Алкмар и Ден Хелдер и между Алкмар и Харлем.
През втората половина на XX век Алкмар се разраства бързо с развитието на нови квартали. На 1 октомври 1972 г. град Оудорп и южните части на Кудайк и Синт Панкрас са добавени към община Алкмар.
От 1970 г. насам градът става център за все по-голям брой разнообразни дейности в различни области на културата, спорта и свободното време. Той се е превръща в образователен център за региона, с всички видове предучилищно, училищно и висше образование.

## Административно деление
Община Алкмар исторически се състои от следните градове, градчета, села и области: Алкмар, Бергермер, Далмер, Де Хуф, Де Хорн, Де Нолен, Хет Рак, Хьосвард, Кудайк (югоизточната част), Оверди, Аудорп и Омвал. На 1 януари 2015 г. общините Графт Дьо Райп и Схермер влизат в Алкмар. По този начин историческото селище Дьо Райп става част от Алкмар.
Тези някога отделни села сега са свързани помежду си чрез разрастването на предградията с жилищни сгради, възникнали между края на 70-те и началото на 90-те години на XX век. В този период населението на Алкмар почти се е удвоява.

## Транспорт
Магистрала A9 минава от Амстердам до Алкмар, след което продължава до Ден Хелдер като N9.
Има директни влакове до Ден Хелдер, Хорн, Зандам, Амстердам, Утрехт, Еде, Арнем, Неймеген, Хертогенбос, Айндховен, Маастрихт и Харлем.
Алкмар има две ЖП гари: Алкмар и Алкмар Норд.
Севернохоланският канал, открит през 1824 г., минава през Алкмар. Към 2017 г. може да се пресече (наред с други начини), като се използват два от петте действащи vlotbruggen, Koedijkervlotbrug и Rekervlotbrug.
Въздушният транспорт се обслужва от най-близкото Летище „Схипхол“, което е на около 22 км южно от Алкмар. Нидерландските железници предлага директни влакови услуги между Алкмар и Схипхол.

## Основни забележителности
Алкмар има 399 регистрирани държавни паметника (Rijksmonuments), повечето от които са разположени по старите канали на града.
В града има много средновековни сгради, които са все още непокътнати, най-вече високата кула на Grote or Sint-Laurenskerk (Голяма църква или Църква на Св. Лаврентий), където много жители на Алкмар провеждат сватбени церемонии. Това е най-важният пример за късноготическа архитектура в града. Построена е между 1470 и 1512 г., до голяма степен под ръководството на фламандския архитект Антон I Келдерманс в стил „Брабантска готика“. Ремонти и реновации са извършени през 1923 – 1927 и 1940 – 1947 г. Заслужава да се отбележи големият орган, построен първоначално от Гермер Галтус и Якобус Галтус ван Хагербер между 1638 и 1645 г., а по-късно, от 1723 до 1725 г., е преустроен и завършен от немския майстор на органи Франц Каспар Шнитгер.
Кметството (Stadhuis) е красива сграда, построена в късноготически стил между 1509 и 1520 г. Тя се отличава с фасада от хоризонтални тухлени и бели каменни ленти, прекъсвани от трансептни прозорци и увенчани с капандури и висок покрив. Двойно стълбище се вие през центъра, а от лявата страна се извисява стройна кула с барокова корона.
Символ на средновековното наследство на Алкмаар, De Friese Poort стои като една от най-емблематичните забележителности на града. Тази историческа градска порта, датираща от XVI век, някога е служила като ключово отбранително укрепление, защитаващо града от нашественици. Днес посетителите могат да се разхождат през древните ѝ стени.
Другата основна атракция, особено през летните месеци, е пазарът на сирена в Алкмар на площад „Вагплайн“ (Waagplein) – една от най-популярните туристически атракции в страната. Пазарът традиционно се провежда от първия петък на април до първия петък на септември. Всеки петък сутрин (10:00 – 12:30) площадът е фон за този традиционен пазар на сирена, който се провежда от 1622 г. След старомодния начин на пляскане с ръце търговци и превозвачи претеглят сирената. Това е един от едва четирите традиционни все още съществуваващи нидерландски пазара на сирена. Традиционната храна на този пазар са сирената, произведени в района, за разлика от добре познатите марки нидерландски сирена, като Едамер и Гауда. Не е възможно да се купят на самия пазар, който е само демонстрация на това как е функционирал този търговски пазар в миналото. Демонстрацията, която се провежда пред средновековната сграда за претегляне (Waag), е заобиколена от много специализирани сергии, където моат да се закупят всякакви продукти, свързани със сиренето, и не само. Сградата е построена през 1341 г. в късноготически стил като параклис на Светия Дух и е превърната в обществена сграда за претегляне през 1582 г. Високата градска кула, с карильон с фигури на воини, е построена между 1595 и 1599 г. Днес в нея се помещава Hollands Kaasmuseum – холандският музей на сиренето. 
Алкмар има два големи театъра и едно голямо кино (което първоначално е било две кина).
Кварталът на червените фенери се намира на Ахтердам, а в Алкмар нощният живот се развива в пъбовете пред пазара за сирена. Всяка година в края на май Алкмар е домакин на четиридневното събитие „Алкмар Прайд“, което включва гей парад по канала в събота.
Историчесата възстановка Kaeskoppenstad се провежда през юни и представя града малко след освобождението му през 1573 г.

### Музеи
- Музей на Бийтълс – посветен на Бийтълс, тъй като първата китара на Джон Ленън е изработена в Алкмар
- Музей на холандското сирене – разположен в историческата сграда за претегляне
- Национален музей на бирата „Де Бум“ (Nederlands Biermuseum De Boom)
- Музей на оп-арт – затворен от 2014 г.
- Градски музей на Алкмар – за историята на града

## Спорт
Алкмар е дом на професионалния футболен отбор АЗ (Alkmaar Zaanstreek). През 2006 г. клубът се премества на нов стадион с капацитет 17 000 души, DSB Stadion, сега наречен Стадион АФАС. През 2008 – 2009 г. АЗ печели Ередивизи, нидерландската футболна лига. Това е втората титла в първенството за клуба след Ередивизи през 1980/81 г., само с една загуба в първенството. Сред известните треньори са бившият треньор на ФК „Барселона“ Роналд Куман и треньорът на националния отбор по футбол на Нидерландия Луис ван Гаал.
Градът разполага и с колодрум, където всяка година се провеждат националните първенства по колоездене на писта на Нидерландия. Градът е домакин на Европейското първенство по шосейно колоездене през 2019 г.

## Побратимени градове
- Бат, Обединено кралство
- Бергама, Турция
- Дармщат, Германия
- Тата, Унгария
- Троа, Франция
- Ютънхах, Република Южна Африка

## Галерия
- Дьо Райп
- Кулата на кметството
- Kennemerstraatweg
- De Mient близо до музея на бирата
- Гроте Дам
- Гледка към улица: Де Лат с бившата си църква
- Сграда за претегляне (Waag) и музей на сиренето